# Coppa dei Campioni 1993-1994 (pallavolo maschile)
La Coppa dei Campioni 1993-1994 si è svolta dal 30 ottobre 1993 al 7 marzo 1994: al torneo hanno partecipato 32 squadre di club europee e la vittoria finale è andata per la terza volta al Porto Ravenna.

## Regolamento

### Formula
Le squadre hanno disputato una fase preliminare con incontri di andata e ritorno, seguita da una fase a gironi con due partite per ogni squadra; al termine della prima fase le prime due classificate di ogni girone hanno disputato semifinali e finali con la formula della gara unica.

## Squadre partecipanti
| - KS Olimpik Tirana - Vienna hotVolleys - Zellik VB - Vicebsk - CSKA Sofia - Anorthōsīs - HAOK Mladost - Holte IF | - Kuopion PS - Asnières - Charlottenburg - Olympiakos - Hapoël Bat Yam - Porto Ravenna - Parma - PCSK Riga | - Morena Vilnius - Strumica - Skien - Dynamo Apeldoorn - AZS Częstochowa - Sporting Lisbona - Odolena Voda - Baia Mare | - Avtomobilist - VKP Bratislava - Maribor - Calvo Sotelo - Losanna UC - Halkbank - Šachtar - Kaposvár |

## Torneo

### Primo turno

#### Andata
| 30 ottobre 1993 ?, ? Durata: ? - Spettatori: ? | Kaposvár         | 1 - 3 | Maribor           | 13-15, 15-5, 11-15, 8-15        |
| 6 novembre 1993 ?, ? Durata: ? - Spettatori: ? | Losanna UC       | 1 - 3 | Holte IF          | 9-15, 13-15, 15-10, 5-15        |
| 6 novembre 1993 ?, ? Durata: ? - Spettatori: ? | Strumica         | 2 - 3 | Vienna hotVolleys | 7-15, 16-14, 15-12, 11-15, 8-15 |
| 6 novembre 1993 ?, ? Durata: ? - Spettatori: ? | Avtomobilist     | 3 - 0 | CSKA Sofia        | 15-0, 15-12, 15-9               |
| 6 novembre 1993 ?, ? Durata: ? - Spettatori: ? | Sporting Lisbona | 1 - 3 | Dynamo Apeldoorn  | 15-12, 12-15, 14-16, 10-15      |
| 7 novembre 1993 ?, ? Durata: ? - Spettatori: ? | VKP Bratislava   | 3 - 1 | Anorthōsīs        | 6-15, 15-13, 15-6, 15-4         |
| 7 novembre 1993 ?, ? Durata: ? - Spettatori: ? | AZS Częstochowa  | 3 - 0 | Morena Vilnius    | 15-3, 15-5, 15-10               |
| 7 novembre 1993 ?, ? Durata: ? - Spettatori: ? | Vicebsk          | 2 - 3 | Šachtar           | 15-4, 15-5, 12-15, 13-15, 11-15 |

#### Ritorno
| 6 novembre 1993 ?, ? Durata: ? - Spettatori: ?  | Maribor           | 3 - 0 | Kaposvár         | 16-14, 15-5, 17-15              |
| 7 novembre 1993 ?, ? Durata: ? - Spettatori: ?  | CSKA Sofia        | 0 - 3 | Avtomobilist     | 8-15, 6-15, 9-15                |
| 13 novembre 1993 ?, ? Durata: ? - Spettatori: ? | Šachtar           | 3 - 1 | Vicebsk          | 15-11, 12-15, 15-12, 15-4       |
| 13 novembre 1993 ?, ? Durata: ? - Spettatori: ? | Dynamo Apeldoorn  | 3 - 0 | Sporting Lisbona | 15-9, 15-7, 16-14               |
| 14 novembre 1993 ?, ? Durata: ? - Spettatori: ? | Holte IF          | 3 - 2 | Losanna UC       | 15-11, 13-15, 5-15, 15-4, 15-17 |
| 14 novembre 1993 ?, ? Durata: ? - Spettatori: ? | Anorthōsīs        | 0 - 3 | VKP Bratislava   | 6-15, 8-15, 4-14                |
| 14 novembre 1993 ?, ? Durata: ? - Spettatori: ? | Vienna hotVolleys | 3 - 0 | Strumica         | 15-7, 15-6, 15-7                |
| 17 novembre 1993 ?, ? Durata: ? - Spettatori: ? | Morena Vilnius    | 0 - 3 | AZS Częstochowa  | 5-15, 7-15, 10-15               |

#### Squadre qualificate
- Vienna hotVolleys
- Holte IF
- Dynamo Apeldoorn
- AZS Częstochowa
- Avtomobilist
- VKP Bratislava
- Maribor
- Šachtar

### Secondo turno

#### Andata
| 3 dicembre 1993 ?, ? Durata: ? - Spettatori: ?  | KS Olimpik Tirana | 0 - 3 | Maribor        | 5-15, 9-15, 2-15                 |
| 4 dicembre 1993 ?, ? Durata: ? - Spettatori: ?  | Hapoël Bat Yam    | 3 - 1 | VKP Bratislava | 15-9, 15-9, 7-15, 15-8           |
| 4 dicembre 1993 ?, ? Durata: ? - Spettatori: ?  | AZS Częstochowa   | 3 - 1 | Šachtar        | 12-15, 15-9, 15-8, 16-14         |
| 5 dicembre 1993 ?, ? Durata: ? - Spettatori: ?  | Holte IF          | 1 - 3 | Asnières       | 5-15, 7-15, 15-13, 7-15          |
| 5 dicembre 1993 ?, ? Durata: ? - Spettatori: ?  | Vienna hotVolleys | 3 - 0 | PCSK Riga      | 15-10, 15-5, 15-6                |
| 5 dicembre 1993 ?, ? Durata: ? - Spettatori: ?  | Kuopion PS        | 3 - 0 | Odolena Voda   | 15-11, 15-12, 15-8               |
| 11 dicembre 1993 ?, ? Durata: ? - Spettatori: ? | Avtomobilist      | 1 - 3 | Halkbank       | 15-10, 9-15, 8-15, 8-15          |
| 11 dicembre 1993 ?, ? Durata: ? - Spettatori: ? | Dynamo Apeldoorn  | 3 - 2 | Skien          | 15-8, 14-16, 15-12, 13-15, 15-10 |

#### Ritorno
| 4 dicembre 1993 ?, ? Durata: ? - Spettatori: ?  | Maribor        | 3 - 0 | KS Olimpik Tirana | 15-5, 15-5, 15-6               |
| 11 dicembre 1993 ?, ? Durata: ? - Spettatori: ? | Asnières       | 3 - 0 | Holte IF          | 15-11, 15-7, 16-14             |
| 11 dicembre 1993 ?, ? Durata: ? - Spettatori: ? | VKP Bratislava | 3 - 2 | Hapoël Bat Yam    | 15-5, 15-7, 9-15, 13-15, 15-13 |
| 11 dicembre 1993 ?, ? Durata: ? - Spettatori: ? | PCSK Riga      | 3 - 0 | Vienna hotVolleys | 15-11, 16-14, 15-13            |
| 11 dicembre 1993 ?, ? Durata: ? - Spettatori: ? | Šachtar        | 3 - 1 | AZS Częstochowa   | 15-6, 15-10, 5-15, 15-4        |
| 12 dicembre 1993 ?, ? Durata: ? - Spettatori: ? | Odolena Voda   | 1 - 3 | Kuopion PS        | 4-15, 15-11, 12-15, 12-15      |
| 12 dicembre 1993 ?, ? Durata: ? - Spettatori: ? | Halkbank       | 3 - 0 | Avtomobilist      | 15-10, 15-11, 15-12            |
| 12 dicembre 1993 ?, ? Durata: ? - Spettatori: ? | Skien          | 0 - 3 | Dynamo Apeldoorn  | 7-15, 6-15, 8-15               |

#### Squadre qualificate
- Vienna hotVolleys
- Kuopion PS
- Asnières
- Hapoël Bat Yam
- Dynamo Apeldoorn
- Maribor
- Halkbank
- Šachtar

### Terzo turno

#### Andata
| 11 gennaio 1994 ?, ? Durata: ? - Spettatori: ? | Maribor          | 0 - 3 | Parma             | 2-15, 7-15, 6-15         |
| 12 gennaio 1994 ?, ? Durata: ? - Spettatori: ? | Asnières         | 3 - 0 | Calvo Sotelo      | 15-6, 15-13, 15-6        |
| 12 gennaio 1994 ?, ? Durata: ? - Spettatori: ? | Hapoël Bat Yam   | 1 - 3 | Olympiakos        | 1-15, 14-16, 15-8, 9-15  |
| 12 gennaio 1994 ?, ? Durata: ? - Spettatori: ? | Zellik VB        | 3 - 0 | Kuopion PS        | 17-16, 15-8, 17-15       |
| 12 gennaio 1994 ?, ? Durata: ? - Spettatori: ? | Halkbank         | 3 - 0 | HAOK Mladost      | 15-8, 15-5, 15-12        |
| 12 gennaio 1994 ?, ? Durata: ? - Spettatori: ? | Dynamo Apeldoorn | 0 - 3 | Porto Ravenna     | 13-15, 8-15, 9-15        |
| 13 gennaio 1994 ?, ? Durata: ? - Spettatori: ? | Charlottenburg   | 3 - 1 | Šachtar           | 15-1, 11-15, 15-11, 15-9 |
| 18 gennaio 1994 ?, ? Durata: ? - Spettatori: ? | Baia Mare        | 0 - 3 | Vienna hotVolleys | 4-15, 5-15, 13-15        |

#### Ritorno
| 18 gennaio 1994 ?, ? Durata: ? - Spettatori: ? | Parma             | 3 - 0 | Maribor          | 15-2, 15-3, 15-2                  |
| 18 gennaio 1994 ?, ? Durata: ? - Spettatori: ? | Kuopion PS        | 1 - 3 | Zellik VB        | 13-15, 13-15, 15-12, 15-17        |
| 19 gennaio 1994 ?, ? Durata: ? - Spettatori: ? | Calvo Sotelo      | 3 - 0 | Asnières         | 15-11, 15-11, 15-3                |
| 19 gennaio 1994 ?, ? Durata: ? - Spettatori: ? | Olympiakos        | 3 - 0 | Hapoël Bat Yam   | 15-1, 15-5, 15-10                 |
| 19 gennaio 1994 ?, ? Durata: ? - Spettatori: ? | Šachtar           | 2 - 3 | Charlottenburg   | 15-12, 14-16, 15-12, 12-15, 11-15 |
| 19 gennaio 1994 ?, ? Durata: ? - Spettatori: ? | Porto Ravenna     | 3 - 0 | Dynamo Apeldoorn | 17-15, 15-13, 15-3                |
| 20 gennaio 1994 ?, ? Durata: ? - Spettatori: ? | Vienna hotVolleys | 3 - 0 | Baia Mare        | 15-10, 15-12, 10-15, 15-6         |
| 20 gennaio 1994 ?, ? Durata: ? - Spettatori: ? | HAOK Mladost      | 3 - 0 | Halkbank         | 15-8, 15-6, 15-9                  |

#### Squadre qualificate
- Vienna hotVolleys
- Zellik VB
- Asnières
- Charlottenburg
- Olympiakos
- Parma
- Porto Ravenna
- Halkbank

### Quarti di finale

#### Andata
| 9 febbraio 1994 ?, ? Durata: ? - Spettatori: ? | Asnières          | 0 - 3 | Parma          | 8-15, 3-15, 14-16                |
| 9 febbraio 1994 ?, ? Durata: ? - Spettatori: ? | Vienna hotVolleys | 2 - 3 | Olympiakos     | 15-13, 7-15, 15-13, 11-15, 13-15 |
| 9 febbraio 1994 ?, ? Durata: ? - Spettatori: ? | Zellik VB         | 3 - 0 | Charlottenburg | 15-3, 15-3, 15-13                |
| 9 febbraio 1994 ?, ? Durata: ? - Spettatori: ? | Halkbank          | 3 - 1 | Porto Ravenna  | 15-6, 15-12, 14-16, 17-16        |

#### Ritorno
| 15 febbraio 1994 ?, ? Durata: ? - Spettatori: ? | Parma          | 3 - 0 | Asnières          | 15-8, 15-10, 15-10  |
| 16 febbraio 1994 ?, ? Durata: ? - Spettatori: ? | Charlottenburg | 3 - 0 | Zellik VB         | 15-12, 17-15, 15-10 |
| 16 febbraio 1994 ?, ? Durata: ? - Spettatori: ? | Porto Ravenna  | 3 - 0 | Halkbank          | 15-12, 15-8, 15-7   |
| 17 febbraio 1994 ?, ? Durata: ? - Spettatori: ? | Olympiakos     | 3 - 0 | Vienna hotVolleys | 15-9, 15-12, 15-5   |

#### Squadre qualificate
- Zellik VB
- Olympiakos
- Parma
- Porto Ravenna

### Finale a quattro
|  | Semifinali    | Semifinali    | Semifinali    |               |       | Finale             | Finale             | Finale             |  |
|  |               |               |               |               |       |                    |                    |                    |  |
|  | Olympiakos    | Olympiakos    | 0             |               |       |                    |                    |                    |  |
|  | Olympiakos    | Olympiakos    | 0             |               |       |                    |                    |                    |  |
|  | Parma         | Parma         | 3             |               |       |                    |                    |                    |  |
|  | Parma         | Parma         | 3             |               | Parma | Parma              | 0                  |                    |  |
|  |               |               |               |               | Parma | Parma              | 0                  |                    |  |
|  |               |               | Porto Ravenna | Porto Ravenna | 3     |                    |                    |                    |  |
|  | Zellik VB     | Zellik VB     | Porto Ravenna | Porto Ravenna | 3     | 0                  |                    |                    |  |
|  | Zellik VB     | Zellik VB     |               |               |       | 0                  |                    |                    |  |
|  | Porto Ravenna | Porto Ravenna | 3             |               |       | Finale terzo posto | Finale terzo posto | Finale terzo posto |  |
|  | Porto Ravenna | Porto Ravenna | 3             |               |       |                    |                    |                    |  |
|  |               |               |               |               |       |                    |                    |                    |  |
|  |               |               |               |               |       | Olympiakos         | Olympiakos         | 0                  |  |
|  |               |               |               |               |       | Olympiakos         | Olympiakos         | 0                  |  |
|  |               |               |               |               |       | Zellik VB          | Zellik VB          | 3                  |  |

#### Semifinali
| 11 marzo 1994 Bruxelles Durata: ? - Spettatori: ? | Olympiakos | 0 - 3 | Parma         | 7-15, 8-15, 4-15  |
| 11 marzo 1994 Bruxelles Durata: ? - Spettatori: ? | Zellik VB  | 0 - 3 | Porto Ravenna | 8-15, 10-15, 8-15 |

#### Finale 3º posto
| 12 marzo 1994 Bruxelles Durata: ? - Spettatori: ? | Olympiakos | 0 - 3 | Zellik VB | 12-15, 12-15, 3-15 |

#### Finale
| 12 marzo 1994 Bruxelles Durata: ? - Spettatori: ? | Parma | 0 - 3 | Porto Ravenna | 10-15, 15-17, 10-15 |